# Parkawaja
Parkawaja (biał. Паркавая; ros. Парковая, Parkowaja) – wieś na Białorusi, w obwodzie witebskim, w rejonie orszańskim, w sielsowiecie Smolany, przy drodze republikańskiej R15.